# Munkholmen
El Munkholmen (noruec: illot del monjo) és un illot situat al nord de Trondheim, Noruega. S'assenta al fiord de Trondheim, a 1,3 quilòmetres al nord-oest de l'illa de Brattøra i la desembocadura del riu Nidelva. L'illot ha servit com a lloc de l'execució, monestir, fortalesa, presó, i estació de canó antiaeri de la Segona Guerra Mundial. Avui en dia, Munkholmen és una popular atracció turística i un lloc recreatiu.

## Història

### Anys vikings
En els anys anteriors a la fundació de la ciutat de Trondheim, el 997 durant el regnat del rei viking Olaf I, Munkholmen va ser utilitzat com a lloc d'execució pels Jarls de Lade. L'arribada d'Olav Tryggvason a Noruega el 995 va coincidir amb una rebel·lió contra Haakon Sigurdsson, que va ser assassinat per Tormod Kark. Els caps tallats de tant Haakon i Kark van ser col·locades en estaques a Munkholmen s'enfronta a terme en el fiord de servir com una advertència als visitants. La llegenda explica que abans d'entrar a Trondheim, es van fer visites a escopir en aquests caps com un homenatge al rei Olav I de Noruega. Es va continuar la tradició de mostrar les caps tallats dels delinqüents i opositors polítics durant algun temps, però els caps es col·loca ara a fi que s'enfrontaven a la ciutat de Trondheim per dissuadir als seus ciutadans dels delictes que cometen.

### Primer monestir de Noruega
A principis del segle xii, i possiblement fins i tot abans, els monjos benedictins vivien a l'illa a l'abadia de Cedarholm. Històries locals afirmen que el monestir era bastant animat i que en diverses ocasions les sol·licituds provinents de la part continental per mantenir el soroll. En el moment en el protestantisme luterà venir a Trondheim, el monestir havia caigut en decadència.

### Fortalesa i presó
La construcció d'una fortalesa a l'illa va començar el 1658. Quan va ser acabat el 1661, la fortalesa també va ser utilitzat com a presó estatal pels rebutjos de la societat. Conti Peder Griffenfeld va ser el pres més famós de Munkholmen, que va ser traslladat de la fortalesa a Copenhaguen el 1671. Griffenfeld es va mantenir a Munkholmen durant 18 anys, i després va ser posat en llibertat, després d'haver contret una malaltia terminal. La fortalesa es va mantenir en funcionament fins al 1893.

### Ocupació alemanya
L'Alemanya nazi va envair i va ocupar Noruega a 1940. Després de la captura de Trondheim des del principi en la Campanya de Noruega, els alemanys van establir ràpidament una base de submarins, l'explotació de la protecció natural proporcionada pel fiord. En aquest moment, Munkholmen va ser equipat amb armament antiaeri. Una gran part de la fortalesa va ser reforçat per mantenir la munició i els taulers del sòl van ser clavats amb claus de fusta per evitar explosions causades per les botes dels soldats copejant claus metàl·lics. Les forces d'ocupació alemanyes van romandre a Noruega fins al final de la guerra a Europa al maig de 1945. Les restes de la instal·lació encara existeixen en els nivells superiors de la fortalesa.

## Turisme i recreació
Avui en dia, Munkholmen és una atracció turística popular a l'estiu, que esdevé lloc de reunió per als residents de Trondheim. De maig a setembre, els vaixells surten des de Ravnkloa sobre una base regular. Un cop a l'illa, els visitants poden fer una visita guiada (en anglès i noruec) o vagar lliurement. També hi ha una petita cafeteria/restaurant.